# Juan Antonio Benlliure Tomás
Juan Antonio Benlliure Tomás – hiszpański malarz dekoracyjny.
Był głową rodziny artystystów. Jego synowie Juan Antonio, José  i Blas Benlliure y Gil byli malarzami, a syn Mariano Benlliure był rzeźbiarzem. Artystami byli również jego bratankowie Emilio Benlliure Morales i Gerardo Benlliure Morales, nie osiągnęli jednak poziomu braci Benlliure y Gil.